# Trochosa aperta
Trochosa aperta là một loài nhện trong họ Lycosidae.
Loài này thuộc chi Trochosa. Trochosa aperta được Carl Friedrich Roewer miêu tả năm 1960.